# San Antonio Spurs
San Antonio Spurs é um time de basquete da National Basketball Association (NBA) localizado em San Antonio, Texas. As cores do uniforme são preto, prata e branco. A equipe foi fundada em 1967 como Dallas Chaparrals na American Basketball Association, mudando o nome para Texas Chaparrals entre 1970 e 1971, e ao se mudar para San Antonio em 1973 fora rebatizado San Antonio Gunslingers, mas antes mesmo de jogar, virou San Antonio Spurs.
Sob o comando do técnico Gregg Popovich e do ala-pivô Tim Duncan, tornou-se pentacampeão da NBA nos anos de 1999, 2003, 2005, 2007 e 2014. Estrelando o seleto grupo dos cinco maiores campeões da NBA. Em suas mais de 40 temporadas da NBA desde 1976-77, os Spurs conquistaram 22 títulos de divisão. Eles fizeram os playoffs em 28 das últimas 29 temporadas (desde 1989-90) e só perderam os playoffs quatro vezes desde que entraram na NBA; eles não perderam os playoffs nas 20 temporadas desde que Tim Duncan foi convocado pelo Spurs em 1997. Com sua 50ª vitória na temporada 2016-17, o Spurs aumentou seu recorde de temporadas consecutivas de 50 vitórias para 18. 
Desde a temporada 1997-98, os Spurs tiveram 21 temporadas consecutivas com uma porcentagem vencedora de 0,622 na temporada regular, que também é um recorde da NBA. Além de Duncan, outras figuras notáveis da história da franquia são: David Robinson, parte do Dream Team original, Manu Ginóbili, George Gervin, Tony Parker, Sean Elliott, Kawhi Leonard, Avery Johnson, Johnny Moore, Alvin Robertson, Larry Kenon, James Silas, LaMarcus Aldridge, DeMar DeRozan, entre outros.

## História

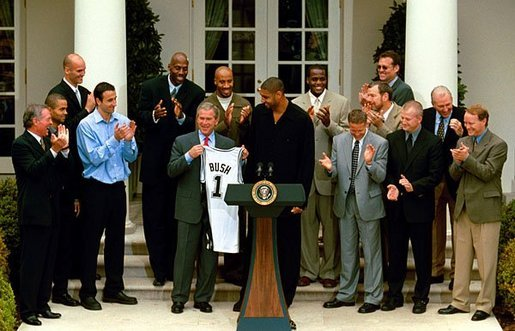
Os Spurs e George W. Bush na Casa Branca, após o título em 2003

O San Antonio Spurs começou como o Dallas Chaparrals na antiga American Basketball Association (ABA). Treinado pelo jogador / técnico Cliff Hagan. Posteriomente mudou o nome para Texas Chaparrals, mas em 1973 após a mudança para San Antonio  fora rebatizado San Antonio Gunslingers, mas antes mesmo de jogar virou San Antonio Spurs. Com o término da ABA, a franquia entrou na NBA em 1976.

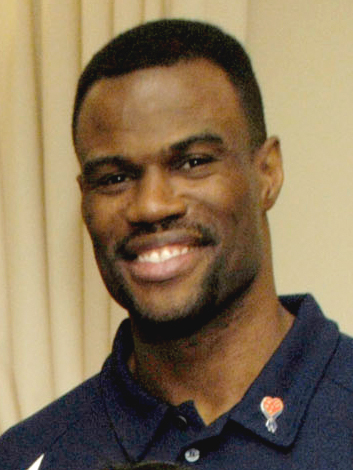
David Robinson um dos maiores ídolos dos Spurs. Jogou todos os 14 anos de sua carreira no San Antonio

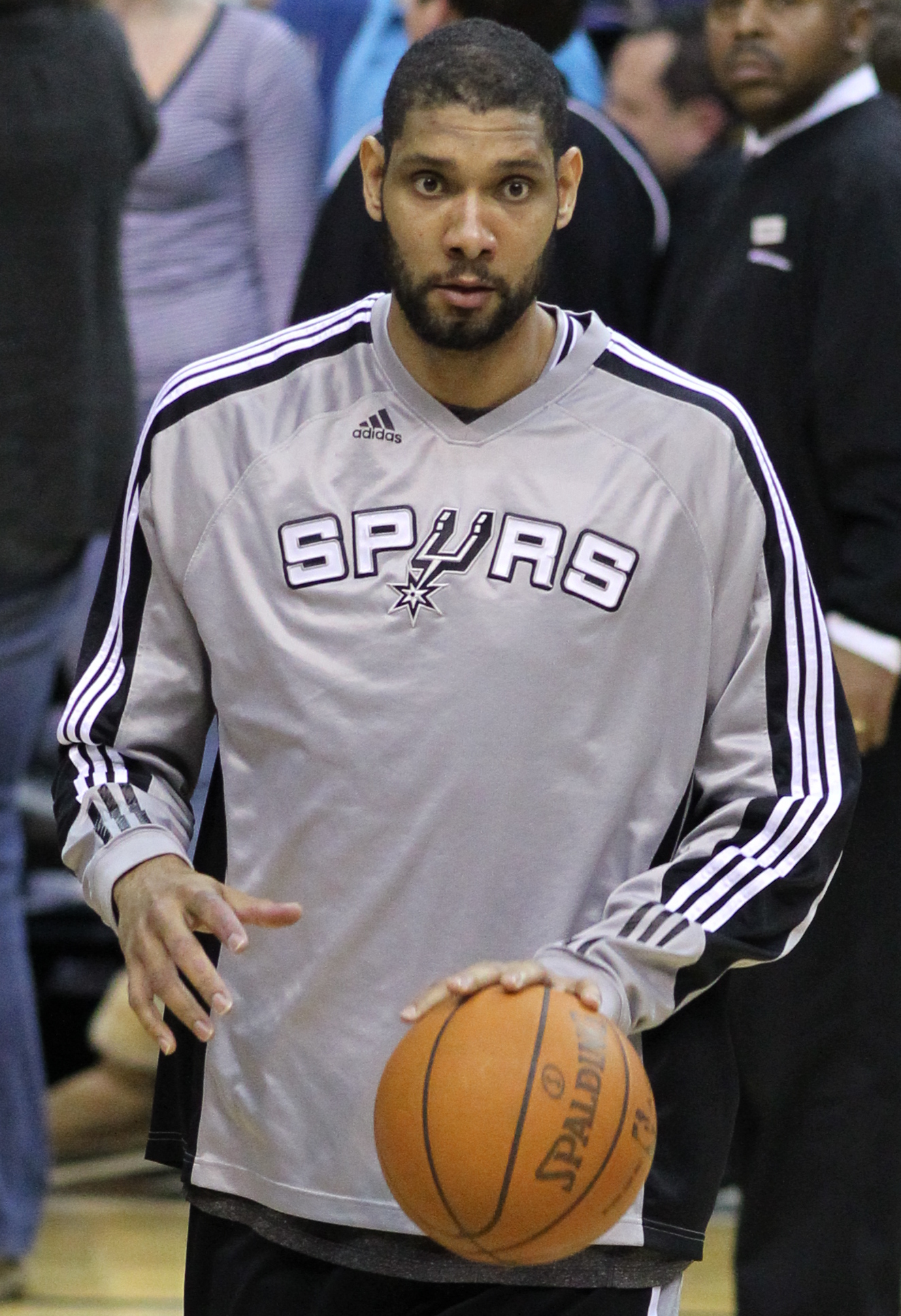
Tim Duncan é o maior cestinha da história dos Spurs. Além disso é também líder em rebotes, bloqueios, minutos e o terceiro que mais distribuiu assistências

Os Spurs se tornaram regulares em playoffs desde sua chegada a NBA (só não passaram para a segunda fase 4 vezes), porém sem muito resultado. Alcançando as finais da conferência oeste em 1982 e 1983 com a ajuda de George Gervin (seu principal jogador a época), perdendo ambas para o Los Angeles Lakers. Com David Robinson, Sean Elliott e Avery Johnson, os Spurs voltaram a chegar nas finais em 1995, mas foram derrotados pelo Houston Rockets. O time começou a se tornar vitorioso após a entrada de Tim Duncan e Gregg Popovich, em 1997. Com Duncan, o time foi campeão da NBA em 1999 (derrotando os New York Knicks, sendo o primeiro time da ABA a chegar na final e também a vencer) e 2003 (derrotando New Jersey Nets, com Duncan sendo eleito jogador mais valioso - MVP - da temporada e das finais), em ambos os títulos ainda com David Robinson e em 2003 o elenco já contava com a adição de Tony Parker e Manu Ginóbili, 2005 (onde derrotaram os Detroit Pistons no sétimo jogo, com Tim Duncan foi eleito MVP das finais pela terceira vez, feito só igualado por Michael Jordan, Shaquille O'Neal, Magic Johnson e Lebron James) e 2007 (derrotando Cleveland Cavaliers, com Tony Parker eleito MVP das finais - o primeiro europeu a ganhar o prêmio). Em 2013 alcançou sua quinta final, mas acabou sendo derrotado pelo Miami Heat. No ano seguinte, as equipes repetiram a final e o San Antonio Spurs ficou com o título após vitória por 4-1 na série (o jogador Kawhi Leonard, de 22 anos, foi eleito MVP das finais, se juntando a Tim Duncan e Magic Johnson como mais jovens a vencer este prêmio). O brasileiro Tiago Splitter, que se uniu à equipe em 2010, tornou-se o primeiro brasileiro a ganhar um título da NBA em 2014.

## Logo e uniformes

### Logo
Desde que mudou-se para San Antonio em 1973, as cores do time foram preto, prata e branco. A palavra "spur" significa "espora", e o logo da equipe possui uma espora subtituindo a letra "U" da palavra "SPURS".

### Mascote

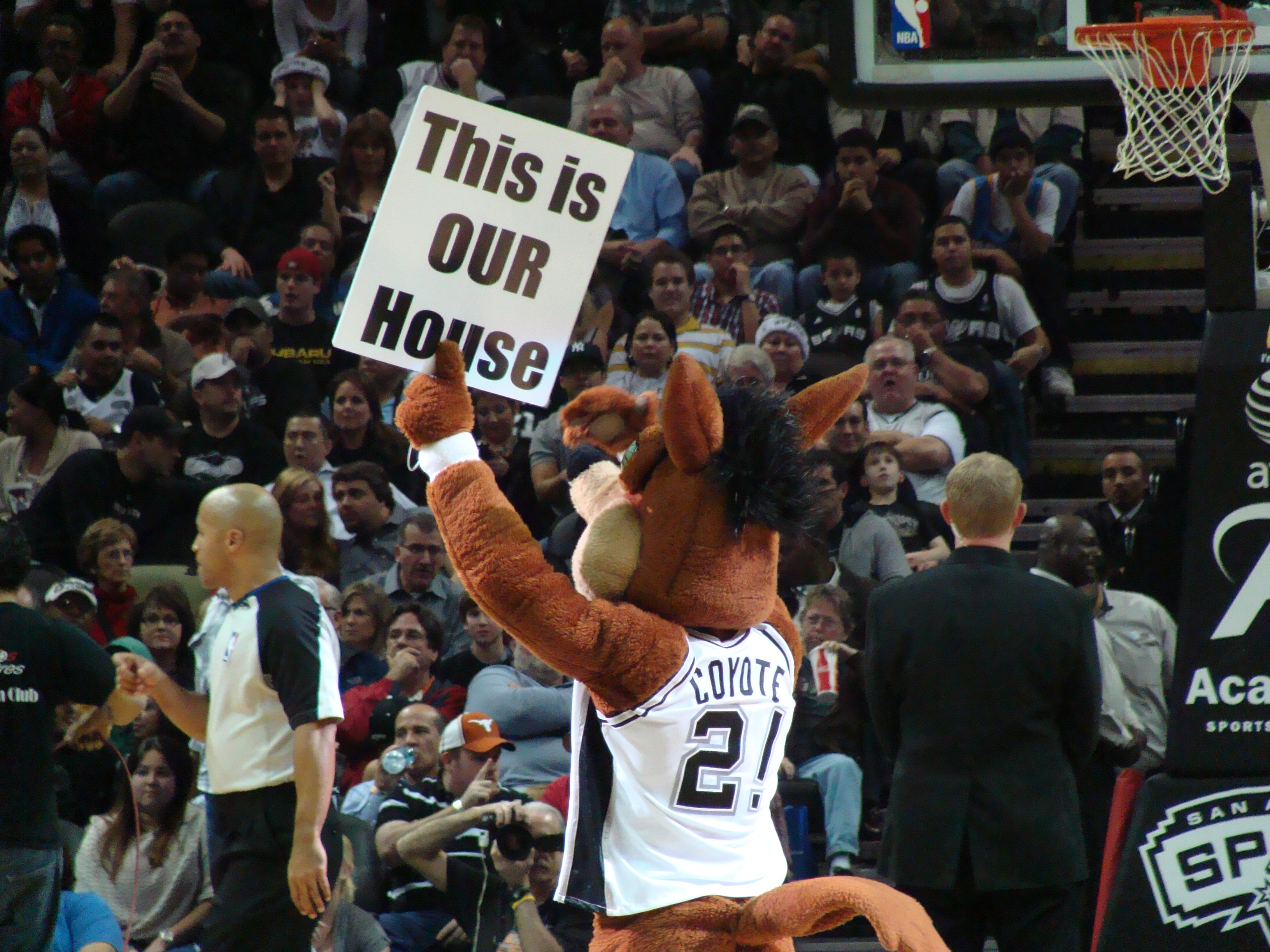
O Coiote, mascote do San Antonio Spurs

Desde 1983, o mascote dos Spurs é "O Coiote" ("The Coyote").

## Principais Títulos

### Nacionais
- Campeonatos da NBA: 5 vezes -  1998/99, 2002/03, 2004/05, 2006/07, 2013/14
- Títulos de Conferência: 6 vezes
- Títulos de Divisão: 22 vezes

### Mundiais
- McDonald's Championship: 1999

## Jogadores

### Jogadores no Hall da Fama
- George "The Iceman" Gervin - 1996
- Moses Malone - 2001
- Dominique Wilkins - 2006
- David Robinson - 2009
- Dennis Rodman - 2011

### Números aposentados
| Números aposentados do San Antonio Spurs |                |         |                          |                         |
| No.                                      | Jogador        | Posição | Anos                     | Data                    |
| 00                                       | Johnny Moore   | G       | 1980–1987 1989–1990      | 02 de março de 1998     |
| 6                                        | Avery Johnson  | G       | 1991 1992–1993 1994–2001 | 22 de dezembro de 2007  |
| 9                                        | Tony Parker    | G       | 2001–2018                | 11 de novembro de 2019  |
| 12 1                                     | Bruce Bowen    | F       | 2001–2009                | 21 de março de 2012     |
| 13                                       | James Silas    | G       | 1972–1981                | 28 de fevereiro de 1984 |
| 20                                       | Manu Ginóbili  | G       | 2002–2018                | 28 de março de 2019     |
| 21                                       | Tim Duncan     | F/C     | 1997–2016                | 18 de dezembro de 2016  |
| 32                                       | Sean Elliott   | F       | 1989–1993 1994–2001      | 6 de março de 2005      |
| 44                                       | George Gervin  | G       | 1974–1985                | 5 de dezembro de 1987   |
| 50                                       | David Robinson | C       | 1989–2003                | 10 de Novembro de 2003  |

Notas
1Em 9 de julho de 2015, o Spurs "desaposentou" e reeditou o número 12 para LaMarcus Aldridge, com a benção de Bruce Bowen. Aldridge deixou os Spurs em março de 2021. Com sua saída, a camisa 12 voltou a ser inutilizada.